# Бедевлянська сільська рада
| Бедевлянська сільська рада — колишній орган місцевого самоврядування у Тячівському районі Закарпатської області з адміністративним центром у с. Бедевля. Сільській раді були підпорядковані населені пункти: - с. Бедевля - с. Глиняний - с. Дібрівка - с. Руня |

## Склад ради
Рада складалася з 30 депутатів та голови.

## Керівний склад сільської ради
| ПІБ                   | Основні відомості                                                               | Дата обрання | Дата звільнення |
| --------------------- | ------------------------------------------------------------------------------- | ------------ | --------------- |
| Рішко Іван Михайлович | Сільський голова, 1955 року народження, освіта                                  | 26.03.2006   | 31.10.2010      |
| Рішко Іван Михайлович | Сільський голова, 1955 року народження, освіта середня спеціальна, безпартійний | 31.10.2010   |                 |

Примітка: таблиця складена за даними джерела